# Telégrafo de aguja

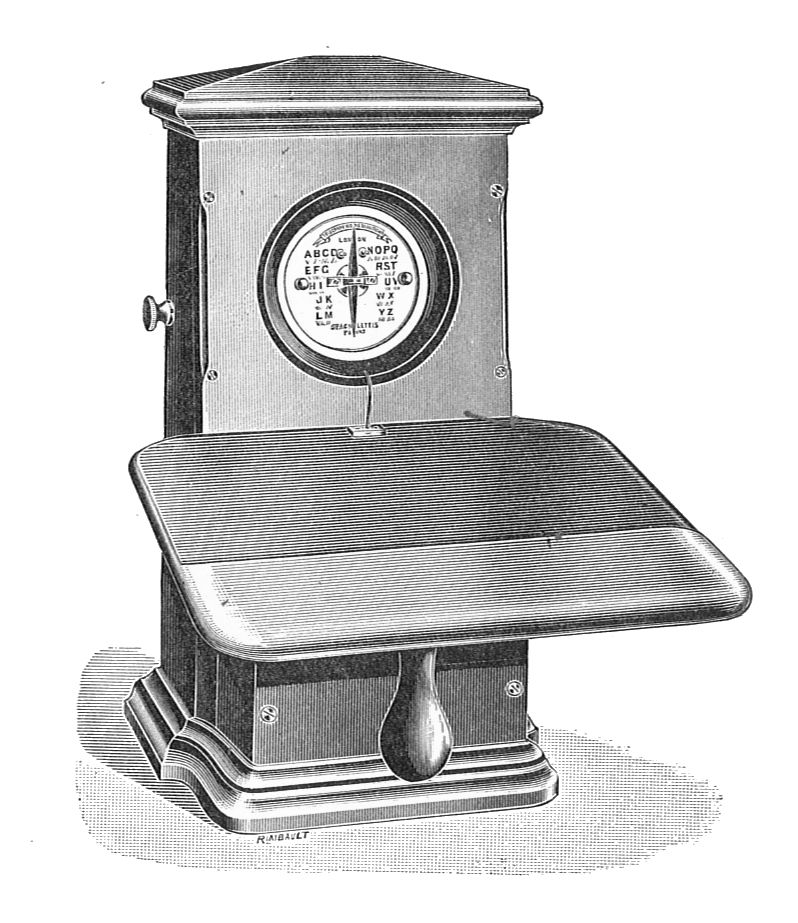
Un telégrafo de una sola aguja (1903)

Un telégrafo de aguja es un telégrafo eléctrico que utiliza agujas indicadoras movidas electromagnéticamente como medio para mostrar mensajes. Es uno de los dos tipos principales de telégrafo electromagnético, siendo el otro el sistema de armadura, ejemplificado por el telégrafo de Samuel Morse en Estados Unidos. Los telégrafos de aguja se utilizaron ampliamente en Europa y el Imperio Británico durante el siglo XIX.
Los telégrafos de aguja fueron sugeridos poco después de que Hans Christian Ørsted descubriera que las corrientes eléctricas podían desviar las agujas de una brújula en 1820. Pavel Schilling desarrolló un telégrafo con agujas suspendidas por hilos. Se pretendía instalarlo en Rusia para uso gubernamental, pero Schilling murió en 1837 antes de que pudiera ponerse en práctica. Carl Friedrich Gauss y Wilhelm Eduard Weber construyeron un telégrafo que se utilizó para el estudio científico y la comunicación entre sedes universitarias. Karl August von Steinheil adaptó el engorroso aparato de Gauss y Weber para utilizarlo en varios ferrocarriles alemanes.
En Inglaterra, William Fothergill Cooke empezó a construir telégrafos, inicialmente basados en el diseño de Schilling. Junto con Charles Wheatstone, Cooke mejoró mucho el diseño. Varias compañías ferroviarias lo adoptaron. La Electric Telegraph Company de Cooke, creada en 1846, prestó el primer servicio público de telegrafía. Los telégrafos de aguja de la Electric Telegraph Company y sus rivales fueron la forma estándar de telegrafía durante la mayor parte del siglo XIX en el Reino Unido. Siguieron utilizándose incluso después de que el telégrafo Morse se convirtiera en la norma oficial en el Reino Unido en 1870. Algunos siguieron utilizándose hasta bien entrado el siglo XX.

## Ideas iniciales

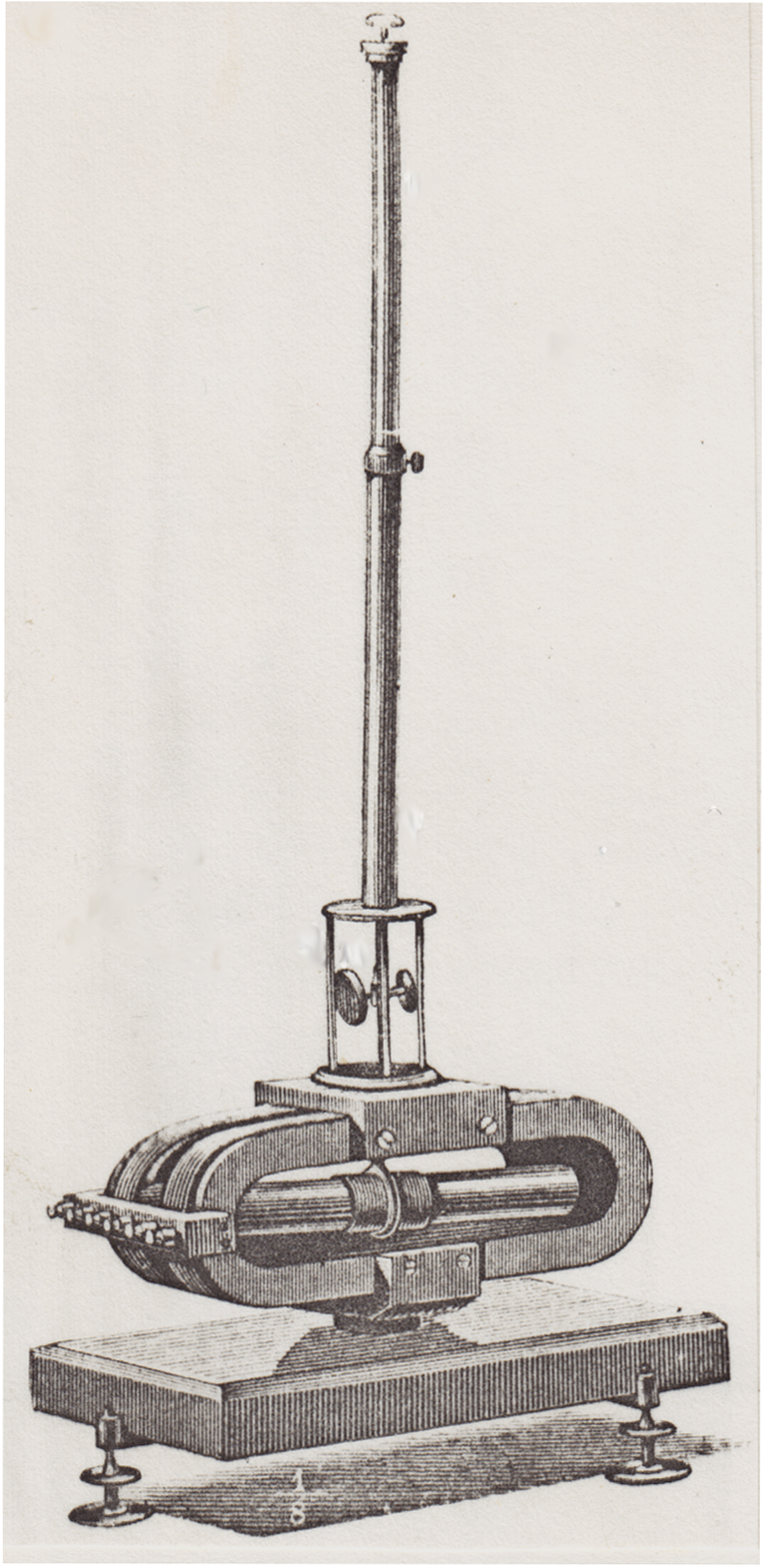
Multiplicador Schweigger

La historia del telégrafo de aguja comenzó con el descubrimiento histórico, publicado por Hans Christian Ørsted el 21 de abril de 1820, de que una corriente eléctrica desviaba la aguja de una brújula cercana. Casi inmediatamente, otros estudiosos se dieron cuenta del potencial que tenía este fenómeno para construir un telégrafo eléctrico. El primero en sugerirlo fue el matemático francés Pierre-Simon Laplace. El 2 de octubre, André-Marie Ampère, siguiendo la sugerencia de Laplace, envió un documento sobre esta idea a la Academia de Ciencias de París. El telégrafo (teórico) de Ampère tenía un par de hilos para cada letra del alfabeto con un teclado para controlar qué par se conectaba a una batería. En el extremo receptor, Ampère colocaba pequeños imanes (agujas) bajo los hilos. El efecto sobre el imán en el esquema de Ampère habría sido muy débil porque no formó el alambre en una bobina alrededor de la aguja para multiplicar el efecto magnético de la corriente. Johann Schweigger ya había inventado el galvanómetro (en septiembre) utilizando un multiplicador de este tipo, pero Ampère o no se había enterado todavía o no se dio cuenta de su importancia para un telégrafo.
Peter Barlow investigó la idea de Ampère, pero pensó que no funcionaría. En 1824 publicó sus resultados, afirmando que el efecto sobre la brújula disminuía seriamente «con sólo 200 pies de cable». Barlow, y otros eminentes académicos de la época que estaban de acuerdo con él, fueron criticados por algunos escritores por retrasar el desarrollo del telégrafo. Pasó una década entre la lectura del artículo de Ampère y la construcción de los primeros telégrafos electromagnéticos.

## Desarrollo

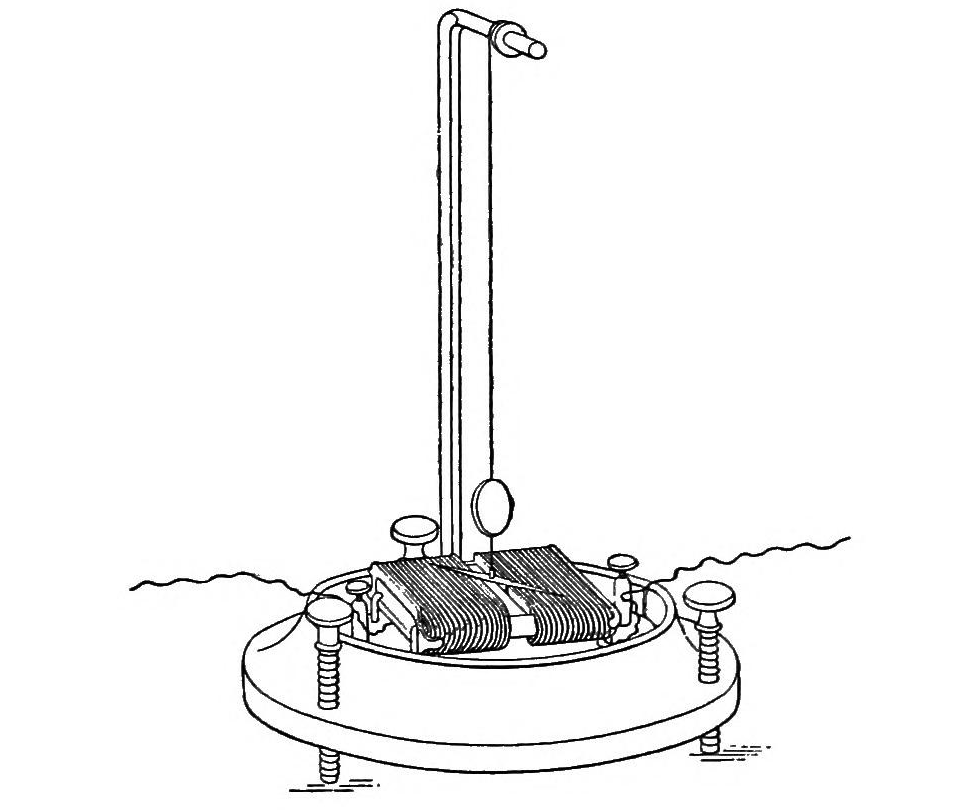
Un instrumento de aguja Schilling

No fue hasta 1829 cuando Gustav Theodor Fechner propuso en Leipzig la idea de aplicar multiplicadores del estilo de Schweigger a las agujas telegráficas. Fechner, que en otros aspectos seguía el esquema de Ampère, también sugirió un par de hilos por cada letra (veinticuatro en el alfabeto alemán) tendidos bajo tierra para conectar Leipzig con Dresde. La idea de Fechner fue retomada por William Ritchie, de la Royal Institution de Gran Bretaña, en 1830. Mientras tanto, Pavel Schilling construyó en Rusia una serie de telégrafos utilizando también multiplicadores de Schweigger. Se desconoce la fecha exacta en la que Schilling pasó de desarrollar telégrafos electroquímicos a telégrafos de agujas, pero Hamel afirma que mostró uno de sus primeros desarrollos al zar Alejandro I, que murió en 1825. En 1832, Schilling desarrolló el primer telégrafo de agujas (y el primer telégrafo electromagnético de cualquier tipo) destinado a un uso práctico. El zar Nicolás I inició un proyecto para conectar San Petersburgo con Kronstadt utilizando el telégrafo de Schilling, pero fue cancelado a la muerte de Schilling en 1837.
El esquema de Schilling tenía algunos inconvenientes. Aunque utilizaba muchos menos hilos que los propuestos por Ampère o los empleados por Ritchie, su demostración de 1832 seguía utilizando ocho hilos, lo que encarecía la instalación del sistema en distancias muy largas. El esquema de Schilling utilizaba un banco de seis instrumentos de aguja que, entre ellos, mostraban un código binario que representaba una letra del alfabeto. Schilling ideó un código que permitía enviar el código de letras en serie a un solo instrumento de aguja, pero descubrió que los dignatarios a los que hizo una demostración del telégrafo entendían mejor la versión de seis agujas. La velocidad de transmisión era muy lenta en el telégrafo de agujas múltiples, tal vez tan baja como cuatro caracteres por minuto, e incluso más lenta en la versión de una sola aguja. Esto se debía principalmente a que Schilling había amortiguado en exceso el movimiento de las agujas al ralentizarlas con una paleta de platino en un vaso de mercurio. El método de Schilling de montar la aguja suspendiéndola con un hilo de seda sobre el multiplicador también presentaba dificultades prácticas. El instrumento tenía que nivelarse cuidadosamente antes de su uso y no podía moverse ni perturbarse mientras se utilizaba.

### Telégrafo de Gauss y Weber
En 1833, Carl Friedrich Gauss y Wilhelm Eduard Weber instalaron un telégrafo experimental de aguja entre su laboratorio de la Universidad de Gotinga y el observatorio astronómico de la universidad, situado a una milla y media de distancia, donde estudiaban el campo magnético terrestre. La línea consistía en un par de hilos de cobre en postes por encima de la altura de los tejados. El instrumento receptor que utilizaban era un instrumento de laboratorio reconvertido, cuya llamada aguja era una gran barra magnética que pesaba una libra. En 1834, sustituyeron el imán por uno aún más pesado, de 25, 30, y 100 libras. El imán se movía tan minuciosamente que se necesitaba un telescopio para observar una escala reflejada en él por un espejo. El propósito inicial de esta línea no era telegráfico en absoluto. Se utilizaba para confirmar la exactitud o no de los entonces recientes trabajos de Georg Ohm, es decir, verificaban la ley de Ohm. Rápidamente encontraron otros usos, el primero de los cuales fue la sincronización de los relojes de los dos edificios. En pocos meses desarrollaron un código telegráfico que les permitía enviar mensajes arbitrarios. En 1835, sustituyeron las pilas de su telégrafo por un gran aparato magnetoeléctrico que generaba impulsos telegráficos cuando el operador movía una bobina con respecto a una barra magnética. Esta máquina fue fabricada por Carl August von Steinheil. El telégrafo de Gauss y Weber estuvo en servicio diario hasta 1838.
En 1836, el ferrocarril Leipzig-Dresde preguntó si el telégrafo de Gauss y Weber podía instalarse en su línea. El instrumento de laboratorio era demasiado engorroso y lento para ser utilizado de este modo. Gauss pidió a Steinheil que desarrollara algo más práctico para el ferrocarril. Steinheil creó un instrumento de aguja compacto que emitía sonidos mientras recibía mensajes. Al desviarse, la aguja golpeaba una de las dos campanas, a la derecha y a la izquierda respectivamente. Las dos campanas tenían tonos diferentes para que el operador pudiera saber en qué dirección se había desviado la aguja sin tener que vigilarla constantemente.
Steinheil instaló por primera vez su telégrafo a lo largo de ocho kilómetros de vías que cubrían cuatro estaciones alrededor de Múnich. En 1838, estaba instalando otro sistema en la línea ferroviaria Núremberg-Fürth. Gauss le sugirió que utilizara los raíles como conductores y evitara por completo la instalación de cables. Cuando Steinheil lo intentó, fracasó porque los raíles no estaban bien aislados del suelo, pero en el proceso de este fracaso, se dio cuenta de que podía utilizar el suelo como uno de los conductores. Fue el primer telégrafo con retorno a tierra puesto en servicio en el mundo.

## Uso comercial

### Telégrafo de Cooke y Wheatstone

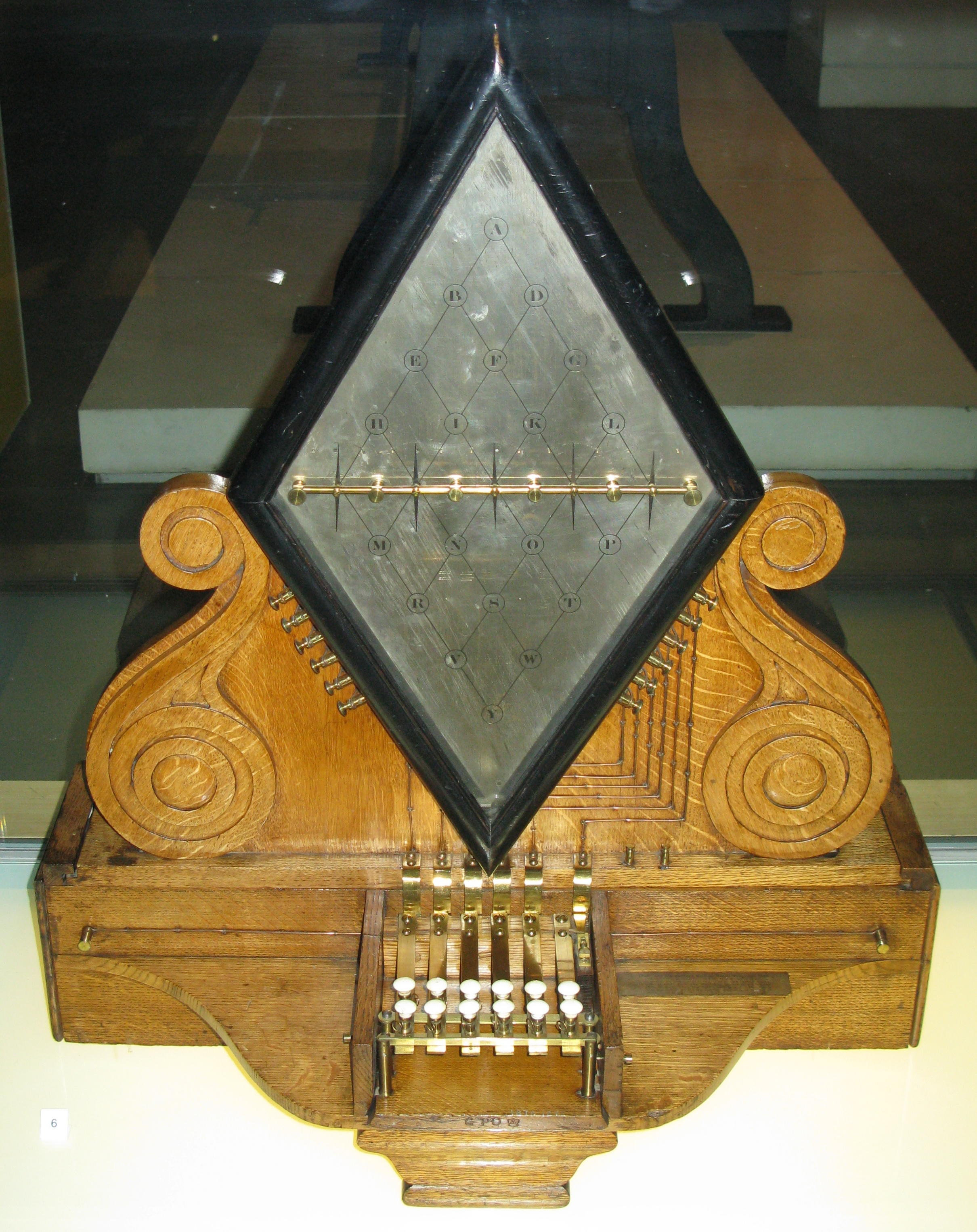
Telégrafo de cinco agujas de Cooke y Wheatstone

El sistema de agujas más utilizado, y el primer telégrafo de cualquier tipo utilizado comercialmente, fue el telégrafo de Cooke y Wheatstone, empleado en Gran Bretaña y el Imperio Británico en el siglo XIX y principios del XX, debido a Charles Wheatstone y William Fothergill Cooke. La inspiración para construir un telégrafo le llegó en marzo de 1836, cuando Cooke vio uno de los instrumentos de aguja de Schilling demostrado por Georg Wilhelm Muncke en una conferencia en Heidelberg (aunque no se dio cuenta de que el instrumento se debía a Schilling). Cooke iba a estudiar anatomía, pero lo abandonó inmediatamente y regresó a Inglaterra para desarrollar la telegrafía. Al principio construyó un telégrafo de tres agujas, pero al creer que los telégrafos de agujas siempre requerirían varios hilos, pasó a los diseños mecánicos. Su primer esfuerzo fue una alarma telegráfica de relojería, que más tarde entró en servicio con las compañías telegráficas. Luego inventó un telégrafo mecánico basado en una caja de rapé musical. En este aparato, la armadura de un electroimán desbloqueaba el mecanismo de relojería. Cooke llevó a cabo este trabajo con extrema rapidez. El telégrafo de agujas se completó en tres semanas y el telégrafo mecánico en seis semanas tras ver la demostración de Muncke. Cooke intentó interesar al Ferrocarril de Liverpool y Mánchester en su telégrafo mecánico para utilizarlo como señalización ferroviaria, pero fue rechazado en favor de un sistema que utilizaba silbatos de vapor. Inseguro de hasta qué punto podía funcionar su telégrafo, Cooke consultó a Michael Faraday y Peter Mark Roget. Éstos le pusieron en contacto con el eminente científico Charles Wheatstone y ambos colaboraron. Wheatstone sugirió utilizar un instrumento de aguja muy mejorado y desarrollaron un telégrafo de cinco agujas.
El telégrafo de cinco agujas de Cooke y Wheatstone fue una mejora sustancial del telégrafo de Schilling. Los instrumentos de aguja se basaban en el galvanómetro de Macedonio Melloni y estaban montados en un tablero vertical con las agujas pivotando en el centro. Las agujas podían observarse directamente y los delicados hilos de seda de Schilling desaparecían por completo. El sistema requería cinco hilos, una ligera reducción respecto al utilizado por Schilling, en parte porque el sistema de Cooke y Wheatstone no requería un hilo común. En lugar del código binario de Schilling, la corriente se enviaba a través de un cable a la bobina de una aguja y volvía a través de la bobina y el cable de otra. Este esquema era similar al empleado por Samuel Thomas von Sömmerring en su telégrafo químico, pero con un esquema de codificación mucho más eficiente. El código de Sömmerring requería un hilo por caráctery, lo que es mejor, las dos agujas activadas apuntaban a una letra del alfabeto. Esto permitía que el aparato pudiera ser utilizado por operarios no cualificados sin necesidad de aprender un código, un argumento de venta clave para las compañías ferroviarias a las que iba dirigido el sistema. Otra ventaja era que era mucho más rápido, con 30 caracteres por minuto. No utilizaba mercurio pesado como fluido amortiguador, sino una veleta en el aire, una combinación mucho mejor para una amortiguación ideal.
El telégrafo de cinco agujas se puso en servicio por primera vez en el ferrocarril Great Western en 1838. Sin embargo, pronto se abandonó en favor de los sistemas de dos agujas y de una sola aguja. El coste de los cables múltiples resultó ser un factor más importante que el coste de la formación de los operadores. En 1846, Cooke formó la Electric Telegraph Company con John Lewis Ricardo, la primera empresa en ofrecer un servicio telegráfico al público. Siguieron vendiendo sistemas de telégrafo de agujas a las compañías ferroviarias para la señalización, pero también construyeron poco a poco una red nacional para uso general de las empresas, la prensa y el público. Los telégrafos de agujas fueron sustituidos oficialmente por el telégrafo Morse cuando se nacionalizó la industria telegráfica británica en 1870, pero algunos siguieron utilizándose hasta bien entrado el siglo XX.

### Otros sistemas

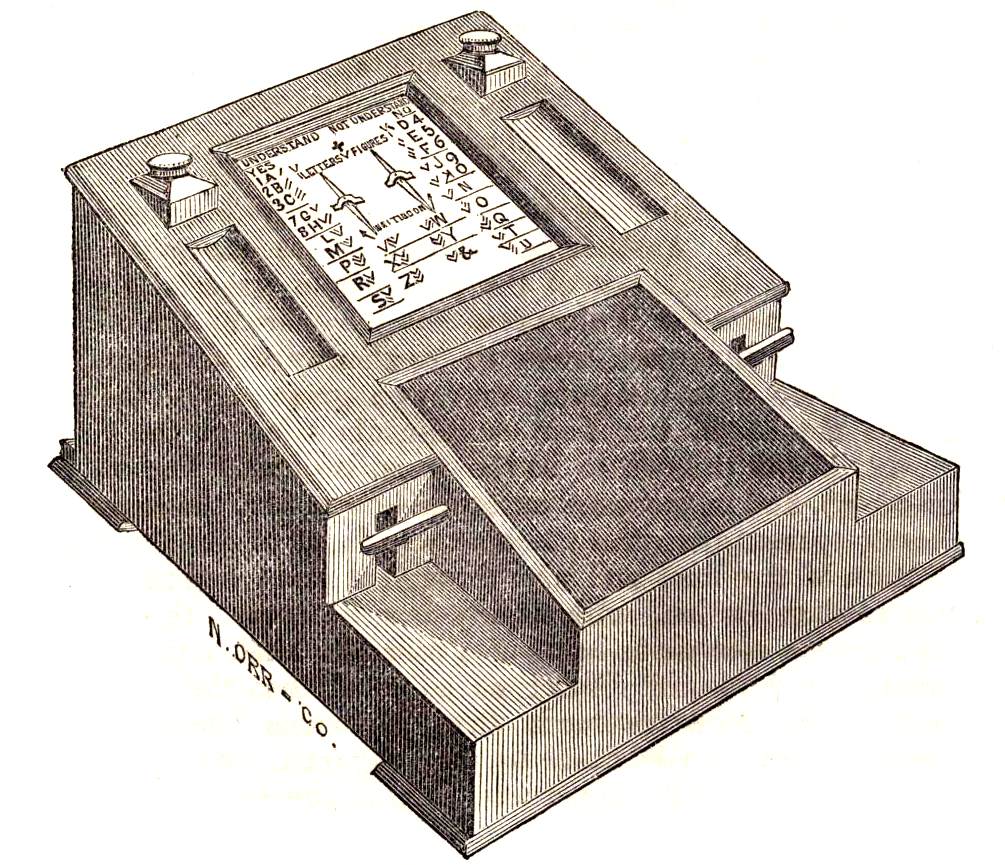
Instrumento telegráfico Henley-Foster

El telégrafo Henley-Foster era un telégrafo de agujas utilizado por la British and Irish Magnetic Telegraph Company, principal rival de la Electric Telegraph Company. Fue inventado en 1848 por William Thomas Henley y George Foster. Se fabricaba con una o dos agujas y su funcionamiento era similar al de los instrumentos Cooke y Wheatstone. La particularidad de este telégrafo era que no necesitaba pilas. Los impulsos telegráficos eran generados por bobinas que se movían a través de un campo magnético cuando el operador movía las manivelas de la máquina para enviar mensajes. El instrumento Henley-Foster era el más sensible disponible en la década de 1850. Por consiguiente, podía funcionar a mayor distancia y con líneas de peor calidad que otros sistemas.
El telégrafo Foy-Breguet fue inventado por Alphonse Foy y Louis-François-Clement Breguet en 1842 y utilizado en Francia. La pantalla del instrumento estaba dispuesta para imitar el sistema telegráfico óptico francés, con las dos agujas adoptando las mismas posiciones que los brazos del semáforo Chappe (el sistema óptico ampliamente utilizado en Francia). Gracias a esta disposición, los operadores no tuvieron que volver a formarse cuando sus líneas telegráficas se pasaron al telégrafo eléctrico. El telégrafo Foy-Breguet suele describirse como un telégrafo de agujas, pero eléctricamente es en realidad un tipo de telégrafo de armadura. Las agujas no se mueven mediante un galvanómetro. Se mueven mediante un mecanismo de relojería que el operador debe mantener accionado. El retenedor del mecanismo se libera mediante una armadura electromagnética que funciona en los bordes de un impulso telegráfico recibido.
Según Stuart M. Hallas, los telégrafos de aguja se utilizaron en la Great Northern Line hasta la década de 1970. El código telegráfico utilizado en estos instrumentos era el código Morse. En lugar de los habituales puntos y rayas de distinta duración, pero de la misma polaridad, los instrumentos de aguja utilizaban impulsos de la misma duración, pero de polaridades opuestas, para representar los dos elementos del código. Esta disposición se utilizó comúnmente en los telégrafos de aguja y en los cables telegráficos submarinos en el siglo XIX, después de que el código Morse se convirtiera en la norma internacional.

## Pseudociencia
Las agujas simpáticas eran un supuesto medio de comunicación instantánea a distancia del siglo XVII que utilizaba agujas magnetizadas. Se suponía que si una aguja señalaba una letra del alfabeto, su compañera señalaría la misma letra en otro lugar.